# Melksham
Melksham este un oraș în comitatul Wiltshire, regiunea South West, Anglia. Orașul se află în districtul West Wiltshire. 